# Deutsche Gartenbau-Gesellschaft 1822
Die Deutsche Gartenbau-Gesellschaft 1822 e. V. (DGG) ist die älteste deutsche gärtnerische Vereinigung. Als Dachverband der grünen Vereine, Vereinigungen, Verbände und Interessengemeinschaften in Deutschland will die DGG durch Zusammenarbeit möglichst vieler Gleichgesinnter die Bedeutung des „Gärtnerns um des Menschen und der Natur willen“ gegenüber Gesellschaft und Politik stärken.

## Geschichte
Die Deutsche Gartenbau-Gesellschaft wurde 1822 in Berlin als Verein zur Beförderung des Gartenbaues in den Königlich Preußischen Staaten gegründet und war der erste Gartenbauverein Deutschlands.
Ziel war die Verbesserung und Verbreitung des Gartenbaus und der Gartenkultur für Gärtner und Bürgertum durch Fachinformationen und -beratung, Publikationen, Vorträge und Ausstellungen. Neben einer Reihe hochrangiger Kunst-, Hof- und Handelsgärtner sowie Persönlichkeiten aller gesellschaftlichen Schichten verliehen namhafte Wissenschaftler dem Verein und seiner Tätigkeit wesentliche Impulse – so zum Beispiel Alexander und Wilhelm von Humboldt, Turnvater Jahn, Landwirtschafts-Experte Albrecht Daniel Thaer, der Dichter Ernst Moritz Arndt, die Industriellen Werner von Siemens und August Borsig sowie, allen voran, Peter Joseph Lenné als aktives Vorstandsmitglied.
1823 stellte Lenné dem Verein seine Pläne für eine Fachschule zur Ausbildung von Gärtnern vor, denn in der fachlichen Anleitung sah er die Chance, das Interesse für das Nützliche mit dem Sinn für das Schöne zweckmäßig zu verbinden. Noch im selben Jahr kam es zur Gründung der Gärtner-Lehranstalt in Neu-Schöneberg der späteren Fachhochschule in Berlin-Dahlem.
Die volle Entfaltung seiner Kapazität erreichte der Verein als Pionier der Gartenschauen durch regelmäßige Pflanzen-Ausstellungen auf hohem Informationsniveau, darunter die Große Allgemeine Gartenbau-Ausstellung 1890 und die Internationale Gartenbau-Ausstellung 1909 in Berlin.
1910 erhielt der Verein den Namen Deutsche Gartenbau-Gesellschaft. Die Kriegsjahre lähmten die Aktivitäten fast vollends. Erst mit der Wiederbegründung 1955 unter der Präsidentschaft von Lennart Bernadotte begann eine neue Ära. Er stellte die DGG unter das Motto „Gärtnern um des Menschen willen“, verkündete 1961 die Grüne Charta von der Mainau und initiierte im gleichen Jahr den Bundeswettbewerb Unser Dorf soll schöner werden.
1982 wurde seine Ehefrau, Sonja Bernadotte, zur Präsidentin gewählt und blieb es 26 Jahre lang bis kurz vor ihrem Tod im Herbst 2008. Unter dem von ihr erweiterten Leitgedanken „Gärtnern um des Menschen und um der Natur willen“ förderte Gräfin Sonja die Gartenkultur durch zukunftsweisende Projekte wie die Wege zur Naturerziehung, Wettbewerbe und Auszeichnungen für herausragende Leistungen.
Seit 1990 nennt sich der Verein Deutsche Gartenbau-Gesellschaft 1822 e. V.

## Aufgaben und Ziele
Garten und Landschaft als Treffpunkt von Mensch und Natur inhaltlich zeitgemäß zu gestalten und im ökologischen Gleichgewicht lebendig zu erhalten, bezeichnet die Deutsche-Gartenbau-Gesellschaft als ihre vorrangige Aufgabe. Unter der Förderung der Gartenkultur versteht die DGG die Bewahrung, Entwicklung und Pflege der natürlichen und sozialen Umwelt. Sie schließt Haus und Garten, Stadt und Dorf wie auch die Landschaft ein. Hierfür engagiert sich die DGG mit diversen Programmen und Projekten:
- Bücherei des Deutschen Gartenbaues
- Bundesarbeitsgemeinschaft Pflanzensammlungen (BAPS)
- Gartenkulturpfad
- Gartennetz Deutschland
- Netzwerk Pflanzensammlungen
- Publikationen
- Wege zur Naturerziehung
- Wettbewerbe
- „Garten & Medizin“: Am 22. Februar 2018 hat sich der Fachbeirat „Garten und Medizin“ gegründet, mit dem Ziel Empfehlungen zum Thema „Grün und Gesundheit“ auszusprechen.[1]

## Struktur
Das Präsidium der DGG umfasst 20 Mitglieder. Hinzu kommt ein Beirat, in dem zahlreiche gärtnerische, gartenbauliche und landespflegerische Organisationen sowie Behörden vertreten sind. Der Beirat dient als Plattform zum umfassenden, gegenseitigen Informations- und Meinungsaustausch. Karl Zwermann, zuvor 15 Jahre Präsident des Zentralverbandes Gartenbau (ZVG), wurde im Oktober 2008 zum Nachfolger von Gräfin Sonja Bernadotte gewählt. Mit seiner Präsidentschaft begann eine neue Ära der DGG, die mit Beginn des Jahres 2009 zurückkehrte zu ihren Ursprüngen, nach Berlin. In der Bundeshauptstadt will die DGG für die Gartenkultur und den Freizeitgartenbau ihren Einfluss auf die Politik geltend machen. Seit 2016 leitet Klaus Neumann als Präsident die DGG.